# 金思垠
金湘美（： Kim Sang Mi，1985年4月8日—），韓國女藝人，藝名為金思垠（： Kim Sa Eun），2008年曾以Big Hit娛樂旗下企劃女團Banana Girl一員出道。

## 個人生活
2014年9月24日，金思垠與Super Junior成員晟敏的戀愛消息曝光，雙方所屬經紀公司就此發表了官方立場，承認了二人的戀情；同年12月13日，兩人在首爾江南區驛三洞某地舉辦非公開婚禮。

## 音樂作品
- 2008年：Banana Girl《Colorful》（第四代Banana Girl作品）

## 影視作品

### 音樂劇
- 2011年：《Singing’in the Rain》
- 2013年：《三劍客》

### 電影
- 2013年：《俄羅斯小說》

### 電視劇
- 2014年：MBC Every1《合宿24號房》

## 外部連結
- 김상미（金湘美）的Cyworld專頁
- 김사은（Chloe Kim）的Facebook專頁
- 金思垠的Instagram帳戶